# جوليس توماس
جوليس توماس (بالإنجليزية: Jules Thomas)‏ هو لاعب كرة قاعدة أمريكي، ولد في 13 ديسمبر 1886 في مقاطعة باوهاتن في الولايات المتحدة، وتوفي في 10 ديسمبر 1943 في نيويورك في الولايات المتحدة.